# Aces up
Aces up, seltener deutsch als Asse hoch bezeichnet, ist eine einfache Patience, die mit einem französischen Rommé-Blatt von 52 Karten gespielt wird.

## Spielweise
Wie die meisten Patiencen ist auch Aces up ein Kartenspiel für eine einzelne Person. Die Spielkarten, ein einfaches Romméblatt mit 52 Karten, werden gemischt und verdeckt als Stapel (Talon) vor dem Spieler platziert. Die Kartenwerte entsprechen bei den Zahlenspielkarten der Augenzahl, darüber liegen die Bildwerte Bube, Dame und König und das Ass stellt den höchsten Wert dar. Das Ziel des Spiels ist es, alle Karten mit Ausnahme der vier Asse auf den Ablagestapel zu bringen und der Spieler gewinnt, wenn nach dem Durchspielen des Talons nur noch diese offen in der Auslage liegen.
Die obersten vier Karten werden aufgenommen und offen als Raute mit einer freien Fläche im Zentrum für den Ablagestapel oder nebeneinander ausgelegt. Im Laufe des Spiels werden immer vier weitere Karten auf die vier offen ausliegenden Karten gelegt. Wenn zu einem beliebigen Zeitpunkt mehrere Karten einer Farbe ausliegen, wird die jeweils niedrigste verdeckt in die Ablage gelegt. Wird von einem Stapel die letzte Karte entfernt, wird von einem beliebigen anderen Stapel die oberste Karte auf den dadurch freigewordenen Platz verschoben. Da die Asse die höchsten Karten sind, bleiben sie grundsätzlich immer liegen, wenn sie ausgespielt werden. Wenn keine Kartenfarbe mehr doppelt vorkommt, werden die nächsten vier Karten ausgelegt.

## Rezeption
Asse hoch ist Bestandteil einiger Solitaire-Sammlungen für den Computer, etwa der KPatience der Linux-Community KDE.